# Ornäs
Ornäs è un'area urbana della Svezia situata nel comune di Borlänge, contea di Dalarna.
La popolazione rilevata nel censimento 2010 era di 1 068 abitanti .